# Tegorhynchus edmondsi
Tegorhynchus edmondsi är en hakmaskart som först beskrevs av Yves-Jean Golvan 1960.  Tegorhynchus edmondsi ingår i släktet Tegorhynchus och familjen Illiosentidae. Inga underarter finns listade i Catalogue of Life.